# Logrian-Florian
Logrian-Florian è un comune francese di 277 abitanti situato nel dipartimento del Gard, nella regione dell'Occitania.

## Società

### Evoluzione demografica
Abitanti censiti